# آفرزیس
آفرزیس (انگلیسی: Apheresis) به معنای دریافت خون و جداسازی پلاک‌های آن و سپس بازگرداندن خون به بدن فرد اهداکننده می‌باشد. بنابراین آفرزیس یک درمان خارجی حساب می‌شود. این عمل همچنین اهدای پلاکت نامیده می‌شود.

## کاربرد
مبتلایان به لوسمی (سرطان خون)، مبتلایان به آنمی آپلاستیک، افراد تحت درمان با داروهای سرکوب گر ایمنی پس از پیوند مغز استخوان، افراد مبتلا به اختلالات انعقادی همراه با خونریزی زیاد، مقاومت پلاکتی، آلوایمونیزاسیون و افراد تحت شیمی درمانی به عنوان بیماران نیازمند به پلاکت شناخته می‌شوند.

## عوارض
حمله وازوواگال خفیف یا متوسط و مسمومیت با سیترات از شایع‌ترین عوارض این عمل هستند. عوارض آفرزیس بسیار کم اتفاق می‌افتند.